# 波里
波里（芬蘭語：Pori）是芬兰萨塔昆塔区的一座城市，位于科凯迈基河注入波的尼亚湾处。

## 名字
波里的芬兰语名字 Pori 是从原瑞典语名字的后半部分 -borg（意为“城市”或“城堡”）按芬兰语的读法而变来的。瑞典语名字 Björneborg 意思是“熊城”或“熊堡”。其从古希腊语演变而来的拉丁语名字 Arctopolis 也是“熊城”的意思。

## 文化

### 波里爵士音乐节

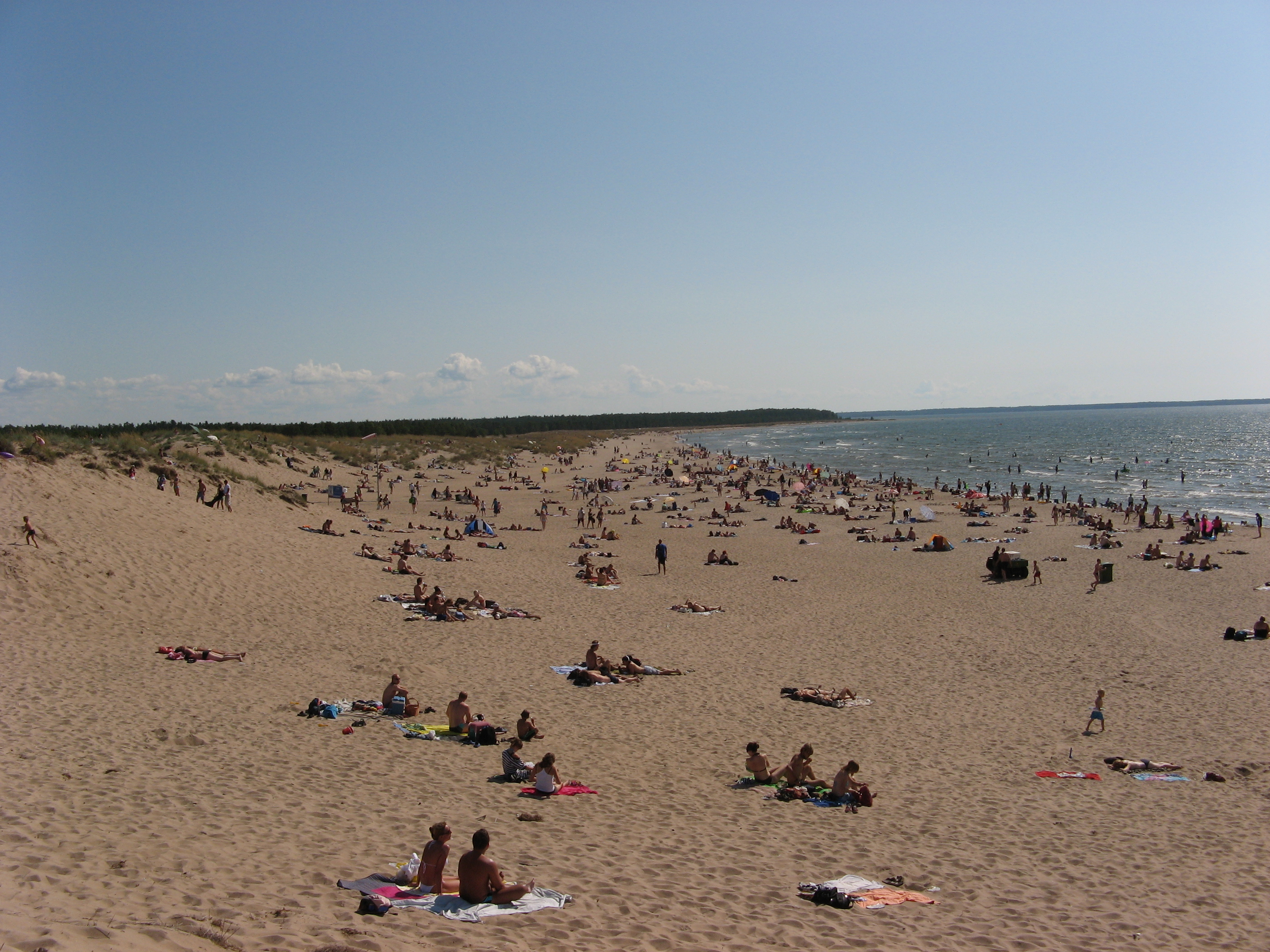
于泰里沙滩

波里以自从1966年开始举办的国际爵士乐音乐节而著称。现今，波里爵士音乐节是欧洲主要的爵士乐音乐节之一，也是芬兰大型的文化活动之一。为期九天的音乐节通常在每年的七月份进行。多年来，很多知名的音乐家前来演出过，包括B·B·金、雷·查尔斯、迈尔士·戴维斯、凯斯·杰瑞、鲍勃·迪伦、艾尔顿·约翰、坎耶·韦斯特及山塔那合唱團。

## 友好城市
- 德国不来梅哈芬
- 匈牙利埃格尔
- 波兰科沃布热格
- 法国马孔
- 挪威波什格伦
- 拉脱维亚里加
- 德国施特拉尔松德
- 瑞典松兹瓦尔
- 丹麦森訥堡